# イ・ヘギョン
イ・ヘギョン（李 慧卿、ハングル：이혜경、Lee Hye-Kyeong　1996年1月12日- ）は大韓民国出身の柔道選手。階級は48kg級。

## 経歴
2013年の世界カデ48㎏級では決勝で常見海琴に崩袈裟固で敗れて2位だった。2014年のユースオリンピック52㎏級では3位だったが、アジアジュニアでは優勝した。2015年の世界ジュニア44㎏級では決勝で五十嵐莉子を有効で破って優勝した。2019年のアジアパシフィック選手権48㎏級では3位だった。2022年にはグランプリ・アルマダで2位、 グランドスラム・ウランバートルとアジア選手権ではそれぞれ3位だった。2023年のアジア大会では準決勝でカザフスタンのアビバ・アブジャキノワに反則負けを喫するなどして5位だった。2024年のグランドスラム・トビリシでは優勝した。
IJF世界ランキングは1933ポイント獲得で27位(24/4/22現在)。

## アジア大会での騒動をめぐって
2023年に中国の杭州で開催されたアジア大会の女子48㎏級準決勝でカザフスタンのアビバ・アブジャキノワと対戦した際に、イの右手が組み手争いのさなかアブジャキノワの顎に直撃した。この際にイは謝罪の意を示したものの、GSに入って2分過ぎに、今度はイの右手がアブジャキノワの左頬に張り手を喰らわす格好となった。アブジャキノワは左目の下が赤く腫れて、その場にうずくまった。これによりイは3つ目の指導を受けて反則負けとなった。この行為は柔道精神に反するものだとみなされたため、イは3位決定戦に出場する権利を与えられなかった。イはこの処分に納得がいかない様子で、アブジャキノワの握手にも応じず、座り込んで抗議の意を示した。中国の地元紙である新浪新聞や香港の英字紙サウスチャイナ・モーニング・ポストなど複数のメディアがイの行為を報じると、中国のネットユーザーからは「これはとても卑劣だ」「いったい何の競技なんだ？」「汚い、とても汚い！」「韓国ではそれが普通なのか？」などといった厳しい批判の声が寄せられた。一方、韓国のテレビ局SBSでこの試合を解説していた2018年のアジア大会金メダリストの金成民は、「柔道の試合をたくさん見てきましたが、なぜこれが反則なのかがわからない。今はちょっと混乱して解説できないですね」と述べると、朝鮮日報も「釈然としない判定だった。試合後にしばらく畳の上に立ち尽くしたイ・ヘギョンは涙とともに会場を去った」と報じた。

## 主な戦績
- 2013年 - 世界カデ　2位
- 2014年 - ユースオリンピック　個人戦　3位(52㎏級)　団体戦　3位
- 2014年 - アジアジュニア　優勝
- 2015年 - 世界ジュニア　優勝(44㎏級)
- 2018年 - グランドスラム・大阪　7位
- 2019年 - アジアパシフィック選手権　3位
- 2022年 - グランプリ・アルマダ　2位
- 2022年 - グランドスラム・ウランバートル　3位
- 2022年 - アジア選手権　3位
- 2023年 - グランドスラム・パリ　5位
- 2023年 - アジア大会　5位
- 2023年 - オセアニアオープン・パース　優勝
- 2024年 -　グランプリ・リンツ　3位
- 2024年 -　グランドスラム・トビリシ　優勝
- 2024年 - アジア選手権　2位

(出典)